# Guaporé
Guaporé es un municipio brasileño del estado de Río Grande del Sur.
Se encuentra ubicado a una latitud de 28º50'44" Sur y una longitud de 51º53'25" Oeste, estando a una altitud de 478 metros sobre el nivel del mar. Su población estimada para el año 2004 era de 21.463 habitantes.
Ocupa una superficie de 312,73 km². Fue creado en 1903.

## Historia
En 1892 fue creada la colonia de Guaporé, en tierras pertenecientes a los municipios de Lajeado y Passo Fundo. Su nombre proviene del guaraní, significando tal vez valle desierto o río con rápidos. El director de la colonia, el ingeniero José Montauri de Aguiar Leitão, designó al ingeniero Vespasiano Correa la demarcación de lotes y tierras. Se demarcó 500 lotes, que variaban entre las 25 y 30 hectáreas. Los primeros migrantes llegaron de las primeras colonias italianas del estado, provenientes principalmente de Caxias do Sul, Bento Gonçalves y Veranópolis, de modo que hacia 1896 la colonia contaba con 7000 habitantes, en su mayoría de origen italiano, aunque también los había alemanes, polacos, rusos y austriacos.
En 1897 fue creada la parroquia Santo Antônio, perteneciente a la diócesis de Porto Alegre, siendo el primer párroco el padre Antônio Pertile. En 1900 la colonia tenía 13.727 habitantes. Debido al desarrollo y prosperidad alcanzado en el poblando, se creó el municipio el 11 de diciembre de 1903, teniendo como primer intendente al ingeniero Vespasiano Correa.